# الهلال الرياضي بمساكن
الهلال الرياضي بمساكن هو نادي كرة قدم تونسي، أحدث عام 1945. وهو ينشط في الرابطة التونسية المحترفة الثانية لكرة القدم.

## التاريخ
وصل الفريق إلى الدور نصف النهائي من كأس تونس لكرة القدم ، في 23 أبريل 2006 ، بفوزه على الملعب التونسي. هذه هي المرة الأولى التي يصل فيها فريق الفرقة الرابعة إلى هذا المستوى. خلال موسم 2007-2008 ، لعبت في دوري الدرجة الثانية بعد هزيمة اتحاد سبيطلة في مايو 2007.ضمن هذا الفريق ، يبدأ اللاعب الدولي السابق الزبير بايا وينهي مسيرته الرياضية.